# Wilcza Jagoda (cykl)
Wilcza Jagoda – polski cykl urban fantasy, których autorką jest Magdalena Kubasiewicz. W jego skład wchodzi obecne dwa opowiadania oraz cztery wydane powieści. Docelowo ma zakończyć się na czwartym tomie. Historia opowiada o Jagodzie Wilczek, utalentowanej wiedźmie klątw z Warszawy, która pomaga rozwiązywać zagadki kryminalne.

## Części cyklu
| Rok wydania | Tytuł                         | Wydawnictwo     | ISBN                   | Komentarz |
| ----------- | ----------------------------- | --------------- | ---------------------- | --- |
| 2020        | Sen nocy miejskiej            | Wydawnictwo SQN | ISBN 978-83-8210-019-8 | Opowiadanie znajdujące się w antologii Harde Baśnie |
| 2022        | Kołysanka dla czarownicy      | Wydawnictwo SQN | ISBN 978-83-8210-386-1 | |
| 2022        | Przysługa dla czarnoksiężnika | Wydawnictwo SQN | ISBN 978-83-8210-624-4 | |
| 2023        | Klątwa dla demona             | Wydawnictwo SQN | ISBN 978-83-8210-856-9 | |
| 2023        | Zaklęcie dla czarownika       | Wydawnictwo SQN | ISBN 978-83-8330-166-2 | |
| 2023        | Dzień, w którym odeszło lato  | Wydawnictwo SQN | ISBN 978-83-8330-067-2 | Opowiadanie znajdujące się w zbiorze Czego dusza zapragnie wydanym jako cegiełka z okazji 31. Finału Wielkiej Orkiestry Świątecznej Pomocy. Wydarzenia z opowiadanie dzieją się po trzecim tomie cyklu. |

## Nagrody i nominacje
Opowiadanie Sen nocy miejskiej było nominowane do Nagrody Zajdla w 2021. W 2023 pierwsza powieść w cyklu, czyli Kołysanka dla czarownicy, również zdobyła nominację do tej nagrody. Autorka zdobyła również nominację do Śląkfy od Anny Kańtoch za dwa pierwsze tomy cyklu.